# Révolte des prêtres
La Révolte des prêtres (aussi nommée insurrection maltaise de 1775) est une tentative de coup d'État déclenchée le 8 septembre 1775 cherchant à renverser les dirigeants des Hospitaliers. Cette tentative fut rapidement maîtrisée par le pouvoir en place. Elle s'inscrit dans le déclin de l'ordre de Saint-Jean de Jérusalem à Malte, précédant d'environ 20 ans leur expulsion de l'île par Bonaparte. C'est aussi une des premières tentatives d'indépendance nationale maltaise.

## Contexte et origines de la révolte

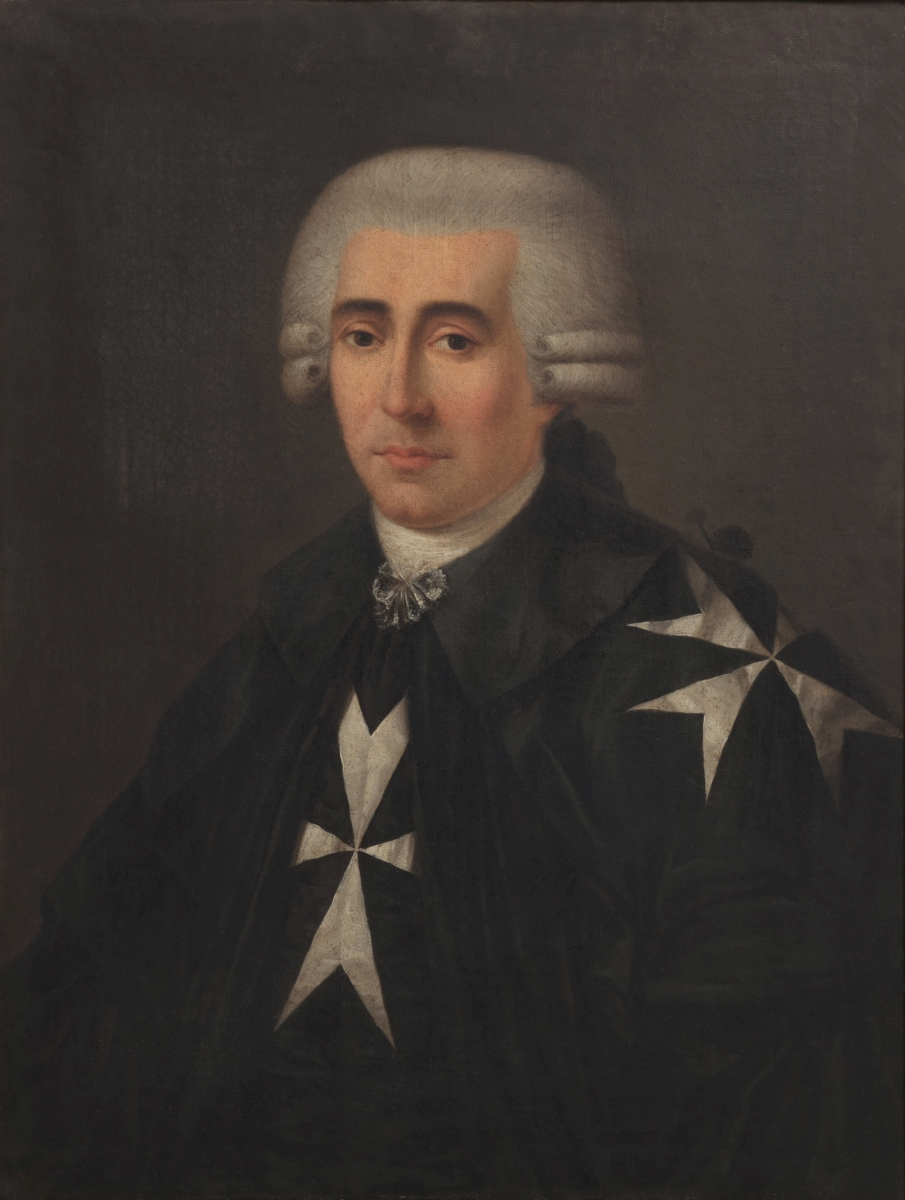
Francisco Ximenes de Texada.

Après la mort du grand maître portugais Manoel Pinto da Fonseca qui dirige l'Ordre depuis 22 ans, le nouveau grand maître est élu en 1773 dans un contexte économiquement difficile. Les caisses de l'Ordre sont vides et le nouveau dirigeant, l'espagnol Francisco Ximenes de Texada s'engage immédiatement dans une politique d'austérité imprudente qui provoque une grande tension sociale, d'autant que son caractère hautain et autoritaire n'est pas de nature à apaiser les esprits.
Le clergé local s'affronte une première fois au pouvoir des chevaliers sur la question de la chasse aux lièvres. Un édit de Ximenes interdit en effet la chasse aux lièvres, alors qu'il s'agit d'un complément alimentaire non négligeable pour le peuple. Un bras de fer s'engage, entre l'Ordre et le clergé, soutien des Maltais. L'évêque de Malte lui-même, Giovanni Carmine Pellerano (en), demande et obtient une permission exceptionnelle en raison de la grande quantité de lièvres sur ses terres. De nombreux autres prêtres s'empressent eux aussi de demander la même autorisation, ce qui braque le pouvoir. Finalement l'édit est abrogé en juillet 1774 mais le mécontentement demeure.
Pour rétablir les finances de l'Ordre, Ximenes prend des mesures économiques drastiques. Il renvoie tous les professeurs étrangers de l'université et réduit le nombre de cours. Il abolit certains bureaux du gouvernement et baisse le salaire des fonctionnaires. La hausse du prix du maïs en particulier soulève la colère populaire. En mai 1775, l’évêque Pellerano choisit de quitter l'île pour ne plus y revenir, ce qui est vécu comme une victoire de l'Ordre sur le clergé local, accroissant encore les tensions. À côté du clergé, c'est aussi la noblesse maltaise qui vit de plus en plus mal sa mise à l'écart des affaires publiques par l'Ordre. Cet antagonisme est présent depuis l'arrivée des chevaliers, mais il est rendu plus vif encore par l'absence de menace militaire ottomane à la fin du XVIIIe siècle. Les insurgés appuieront notamment leur mouvement sur la promesse, non tenue par le pouvoir en place, du respect des institutions locales qui avait été garantie par Charles Quint.

## L'insurrection

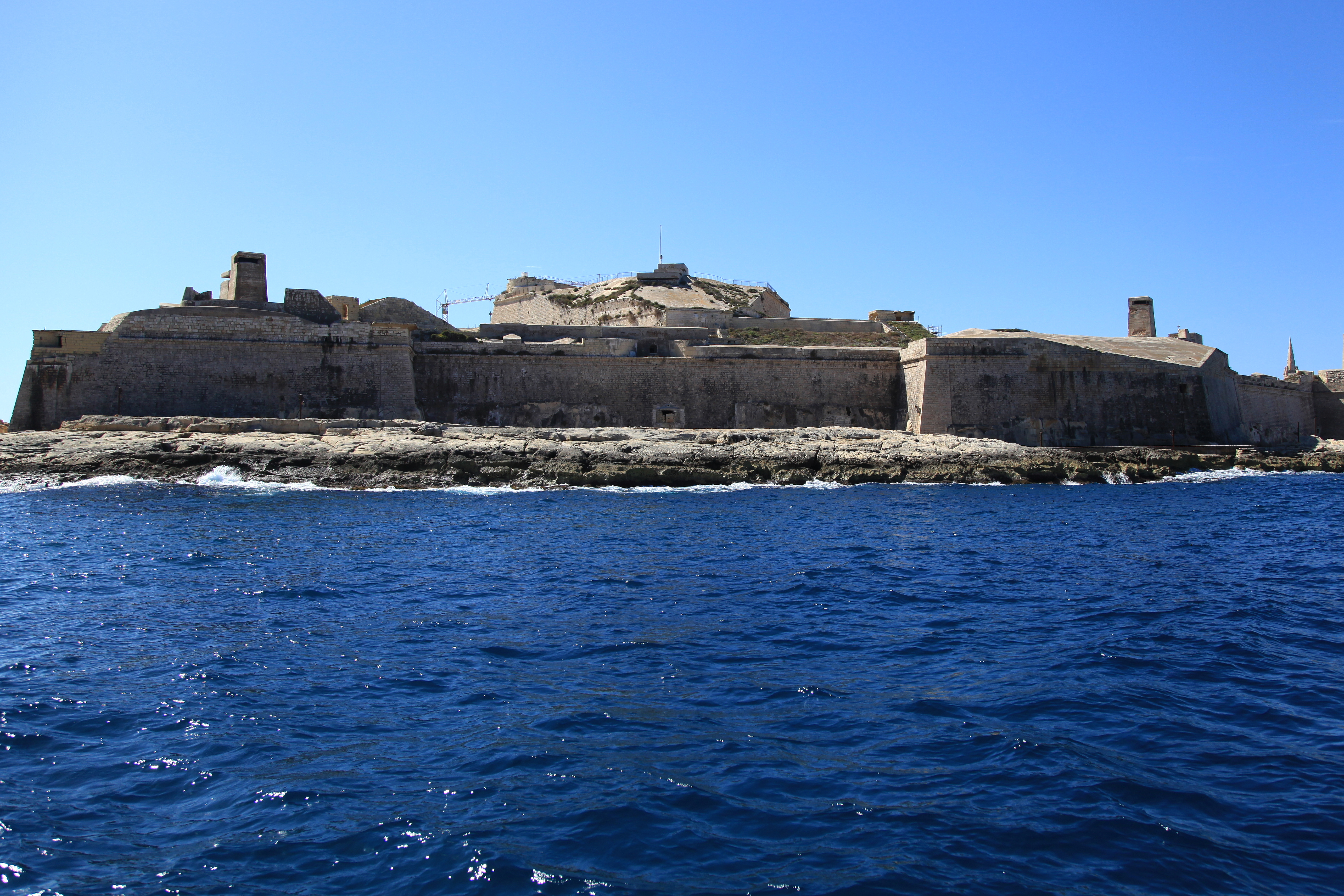
Le fort Saint-Elme à La Valette.

Un groupe de conjurés, sous la direction du prêtre Dom Gaetano Mannarino et du clerc Giuseppe Dimech, décident de tenter un coup d'État. L'insurrection est décidée pour le 8 septembre 1775, date choisie avec soin, car la flotte de l'Ordre et la plupart de la troupe est en mer pour prêter main-forte à la marine espagnole lors de la guerre hispano-algérienne ; La Valette n'a alors que des défenses très réduites.
Mais le matin de la révolte, seuls 18 des 28 prêtres conjurés répondent présents, accompagnés d'une trentaine de maltais laïcs. Les insurgés se séparent en deux groupes. L'un pénètre dans le bastion Saint James Cavalier grâce à un double des clefs. Treize hommes composant le second groupe sous la direction de Dom Mannarino prennent le fort Saint-Elme grâce à la complicité d'un caporal et d'un soldat mécontent qui avait été démis de ses fonctions. Les insurgés déposent le drapeau de l'Ordre et hissent pour la première fois de son histoire les couleurs maltaises rouge et blanche. Cette affirmation patriotique sera soigneusement ignorée lors du procès.
Militairement, la situation est initialement très favorable aux insurgés qui contrôlent les accès à la ville de La Valette. Mais Ximenes convoque immédiatement le conseil d'État et envoie le futur grand maître, Emmanuel de Rohan-Polduc, qui prend des mesures efficaces pour reprendre la situation en main dans la capitale et aussi dans le reste du pays. Une milice anti-rebelle parvient même à être organisée par l'Ordre, ce qui tend à montrer que l'ensemble du pays n'était pas gagné aux thèses nationalistes. Mgr Gaetano Grech, le vicaire général d'origine maltaise est envoyé en émissaire auprès des insurgés pour connaître leurs intentions. Les insurgés proposent une trêve jusqu'à 16 h, le temps de mettre leurs revendications par écrit. Pourtant, Ximenes décide l’assaut avant la fin de la trêve négociée. Quelques coups de feu sont échangés, mais les insurgés se rendent rapidement, non sans avoir un temps menacé de faire sauter la poudrière de Saint-Elme.
La liste des conjurés poursuivis fait état de 64 rebelles dont 28 ecclésiastiques. Dix d'entre eux lâchèrent la rébellion dès le début et 6 s'enfuirent de leur poste. Douze prêtres resteront jusqu'au bout de la révolte, dont leur chef, Dom Mannarino.

## Procès et sentences

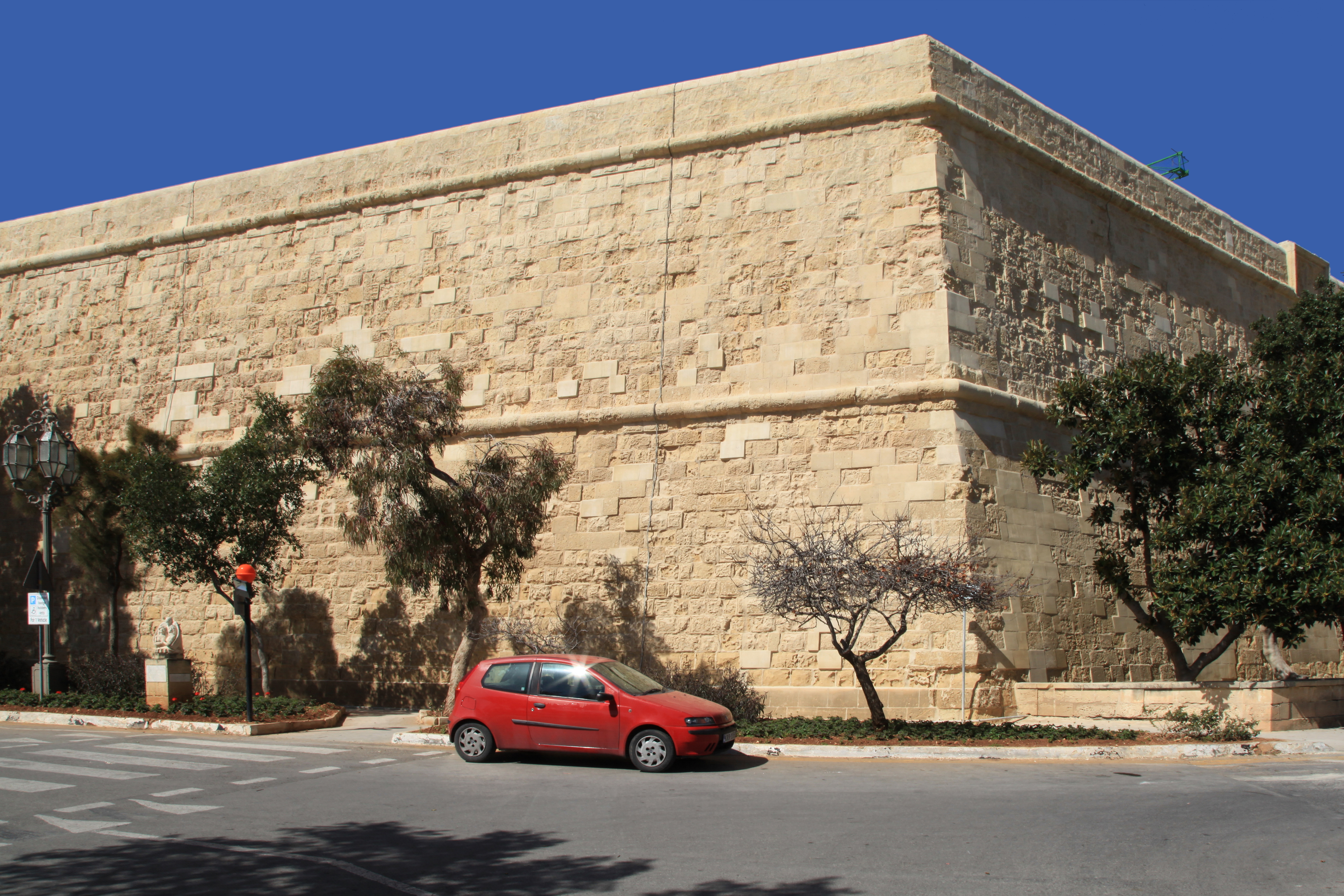
Le bastion Saint-James à La Valette.

Après leur reddition, les insurgés sont séparés en 5 groupes et enfermés dans des prisons différentes. Le procès débute rapidement, Ximenes souhaite des peines exemplaires. Les sentences les plus sévères sont rapidement prononcées contre les 4 mutins capturés au bastion Saint-James. Il s'agissait de Pasquale Balzan (pharmacien), Michele Tonna (gardien de fontaines), Claudio Chircop (violoniste) et Francesco Bonnici (bastaso pouvant signifier ouvrier ou portefaix en calabrais). Ce dernier est condamné à une peine à vie aux galères, qui sera plus tard commuée en exil perpétuel. Les trois autres sont étranglés dans la prison, puis décapités et leurs têtes plantées sur une pique visible au bastion Saint-James, le lieu de leur révolte.
Mais Francisco Ximenes de Texada meurt en plein procès, le 9 novembre 1775, à Naples. Son successeur, le français Emmanuel de Rohan-Polduc est plus enclin à la clémence, les têtes sont rapidement enlevées du bastion et les peines prononcées seront moins sévères : 6 laïcs sont pardonnés et relâchés, 18 accusés (dont 13 prêtres) sont condamnés à l'exil et 36 accusés (dont 8 prêtres incluant les deux meneurs Mannarino et Dimech) sont condamnés à la prison à perpétuité. Le nouveau grand-maître brûla rapidement de nombreux actes des procès, probablement pour garder secret certains aspects de l'insurrection. Le nombre et le nom de certains conjurés restent ainsi mal connus. Il est possible que certains chevaliers aient été mêlés à l'aventure.

## Conséquences
En raison de l'appartenance à l'Église catholique de la plupart des meneurs, un compte-rendu de la part des dirigeants de l'Ordre est adressé au pape Pie VI. Il insiste sur la responsabilité des prêtres et feint d'ignorer les revendications nationales. Au niveau international, l'insurrection provoque un fort soutien des monarchies française et espagnole à l'Ordre. La France engage l'Ordre à tenir constamment un contingent de 1 200 soldats dont trois quarts d'étrangers dans la forteresse de La Valette, ce qui fut tenu jusqu'en 1795. C'est aussi l'occasion d'une pression sur le pape qui doit diffuser un document (Ea Semper Fuit) limitant l'immunité personnelle des prêtres et les privilèges de sanctuaire ecclésiastique.
Gaetano Mannarino parvint à s'enfuir après 10 ans d'enfermement mais fut rapidement repris. Au total, il restera 23 ans dans les geôles de l'Ordre, avant d'être libéré par les troupes de Bonaparte en juin 1798. Il préfigure d'autres prêtres maltais qui joueront également un rôle politique et militaire important au tournant des XVIIIe et XIXe siècles comme Francesco Saverio Caruana ou Saverio Cassar.

## Évocation artistique
- Mannarino ou Malte sous les chevaliers (1775) est un roman historique écrit en 1839 par Auguste Émile Cillart de Kermainguy qui met en scène l'insurrection de façon très romancée[8].